# Frederico IV da Dinamarca
Frederico IV (Copenhague, 11 de outubro de 1671 – Odense, 12 de outubro de 1730) foi o Rei da Dinamarca e Noruega de 1699 até sua morte. Era filho do rei Cristiano V e da rainha Carlota Amália de Hesse-Cassel.
Frederico foi considerado um homem de responsabilidade e indústria - frequentemente considerado como o mais inteligente dos monarcas absolutos da Dinamarca. Ele parece ter dominado a arte de manter-se independente de seus ministros. Embora lhe faltasse interesse de conhecimentos acadêmicos, ele foi um patrono da cultura, especialmente na arte e na arquitetura.
Seus principais pontos fracos foram, provavelmente, a busca insaciável pelo prazer com prostitutas e relações extraconjugais, que por vezes o distraiu. Tendo entrado em dois casamentos morganáticos primeiramente com Isabel Helena de Vieregg, condessa de Antvorskov, e posteriormente com a nobre de 19 anos Ana Sofia Reventlow a quem ele fez rainha, após a morte de sua legítima esposa, Luísa de Mecklemburgo-Güstrow com quem teve dois filhos a sobreviverem a maturidade Cristiano VI e Carlota Amália, de seus casamentos bígamos, nenhuma das crianças viera a sobreviver mais de um ano. Tal situação foi recebida pela nobreza como castigo divino.

## Juventude

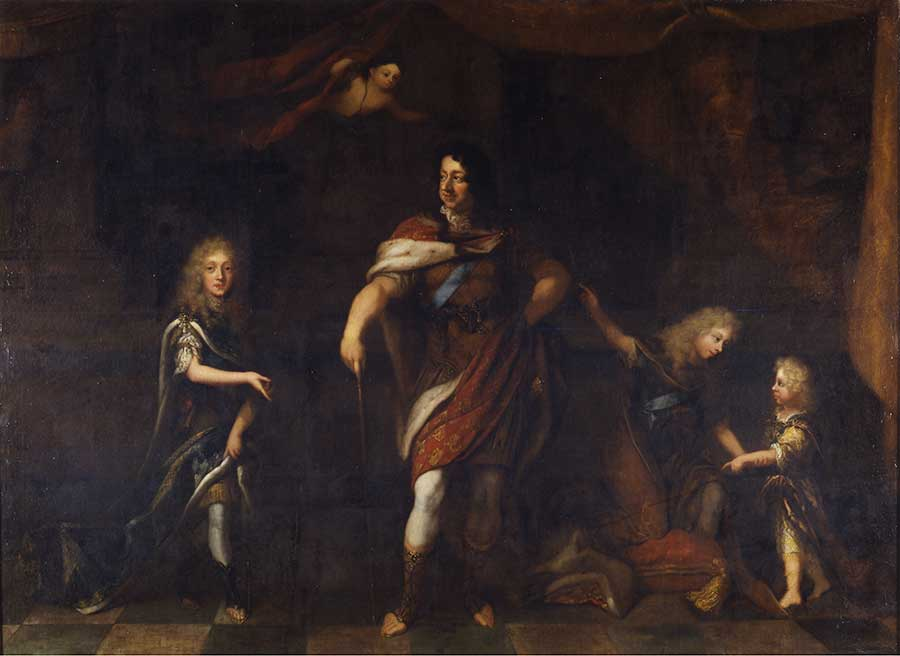
O príncipe-herdeiro Frederico (IV), com seu pai no centro, e seus irmãos os príncipes Cristiano e Carlos

Como príncipe-herdeiro, Frederico ampliou sua educação, viajando pelo continente, em uma jornada liderada por seu camareiro-mor Ditlev Wibe. Ele ficou particularmente impressionado com a arquitetura na Itália e, em seu retorno à Dinamarca, pediu ao seu pai, Cristiano V, permissão para construir um palácio de verão em Solbjerg como a colina em Valby era então conhecida, local onde está de pé o palácio de Frederiksberg.
O edifício original, provavelmente desenhado por Ernst Brandenburger, foi concluído em 1703 para o jovem príncipe como uma pequena residência de verão de um andar.
Frederico foi permitido a escolher a sua futura esposa de um número de filhas solteiras de protestantes reinantes no norte do Sacro Imperio Romano Germanico. Ele visitou em 1795 a corte ducal de Gustavo-Adolfo em Güstrow. Mas ele foi angustiado por uma mensagem recebida noticiando a doença de seu irmão mais novo Cristiano -na verdade a mensagem só chegará quando o príncipe Cristiano já havia falecido na cidade de Ulm, de febra tifoide- afligido e sem ser capaz de completar a jornada, Frederico foi forçado a submeter seu cortejo a mais velha das princesas solteiras. Não há dúvida de que este resultado era o que seus pais queriam e que seus auxiliares tinham sido previamente informados. Em 5 de dezembro de 1695, ele casou-se no castelo de Copenhague, com Luisa de Güstrow -ela por si só uma tatara-tataraneta do rei Frederico II da Dinamarca,- o príncipe herdeiro esperava que ela não iria interferir em sua infidelidade diante do matrimonio, por seu senso extremo de religiosidade. Menciona-se que ela causará inúmeras cenas constrangedoras na corte durante os casos amorosos de Frederico, provavelmente resultado de sua atitude submissiva e fraqueza em sua grande tarefa como rainha. O casal foi coroado Rei e Rainha da Dinamarca-Noruega em 25 de agosto de 1699 na capela de Frederiksborg.

## Reinado
Por grande parte do reinado de Frederico IV a Dinamarca esteve engajada na Grande Guerra do Norte (1700-1721) contra a Suécia de seu primo Carlos XII. Apesar da conclusão da Paz de Travendal em 1700, houve logo uma invasão sueca e ameaças de grandes potências navais européias. Em 1709, a Dinamarca novamente entrou na guerra estimulada pela derrota da Suécia na Poltava. Um grande exército dinamarquês comandado pelo conde Christian Detlev Reventlow invadiu aquele ano as antigas possessões dinamarquesas no sul da Península Escandinava, Escania e Halland. O exército dinamarquês deixou o sul da Suécia depois de ser derrotado por Magnus Stenbock em Helsingborg em 1710.
O poder que Frederico não conseguiu reabilitar na Escandinávia ele obteve na Alemanha. O próprio monarca conduziu seu exército e, apesar de ter sido derrotado na Batalha de Gadebusch em 1712, ele derrotou os suecos naquele mesmo ano, usurpando o principado sueco de Bremen e ganhando o Eleitorado de Hanover como aliado na guerra. O rei participou ativamente em ações militares contra a Pomerânia sueca, em combinação com os exércitos da Saxónia e da Prússia. Em 1715 os suecos foram expulsos do porto de Stralsund e Wismar foi conquistada em 1716. Com suas vitórias, Frederico ganhou o controle do norte da Pomerânia.
Com uma Suécia já debilitada e o apoio de potências como a Grã-Bretanha Frederico planejou novos ataques, desta vez atacando desde suas possessões norueguesas. A expedição nunca aconteceu desde que foi assinada uma trégua entre os beligerantes, em 03 de julho de 1720 no Tratado de Frederiksborg.

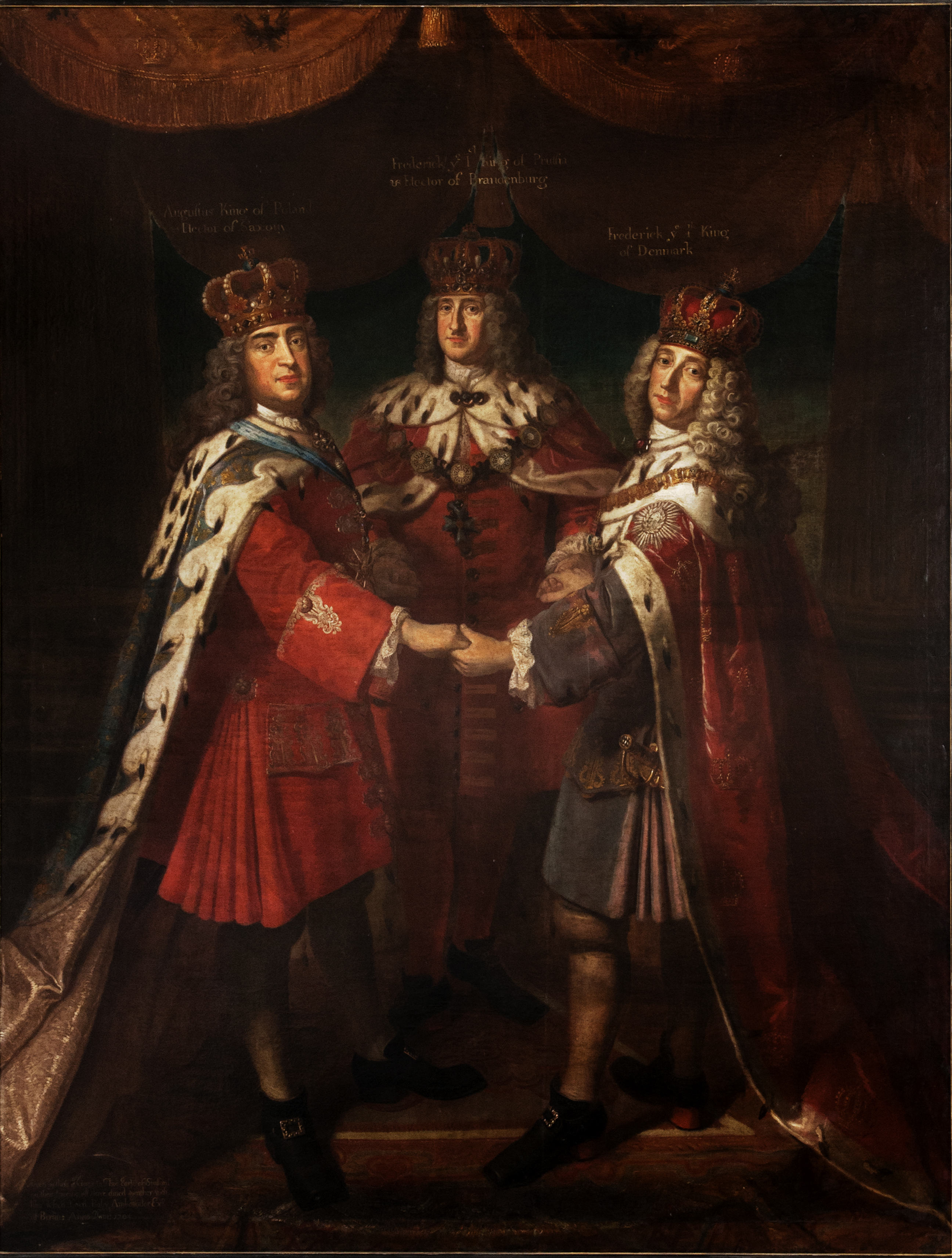
Encontro de três reis em Potsdam, 1709. Os reis da Polonia, da Prússia e da Dinamarca-Noruega.

Apesar de a Dinamarca ter sido vitoriosa, ela não conseguiu reconquistar suas posses perdidas no sul da Suécia e não pode mais manter suas conquistas na Pomerânia. O resultado mais importante contudo foi a dissolução do partido pró-Sueco do duque de Holsatia-Gottorp, que restabeleceu a supremacia da Dinamarca em todo o território de Slesvigo-Holsatia.

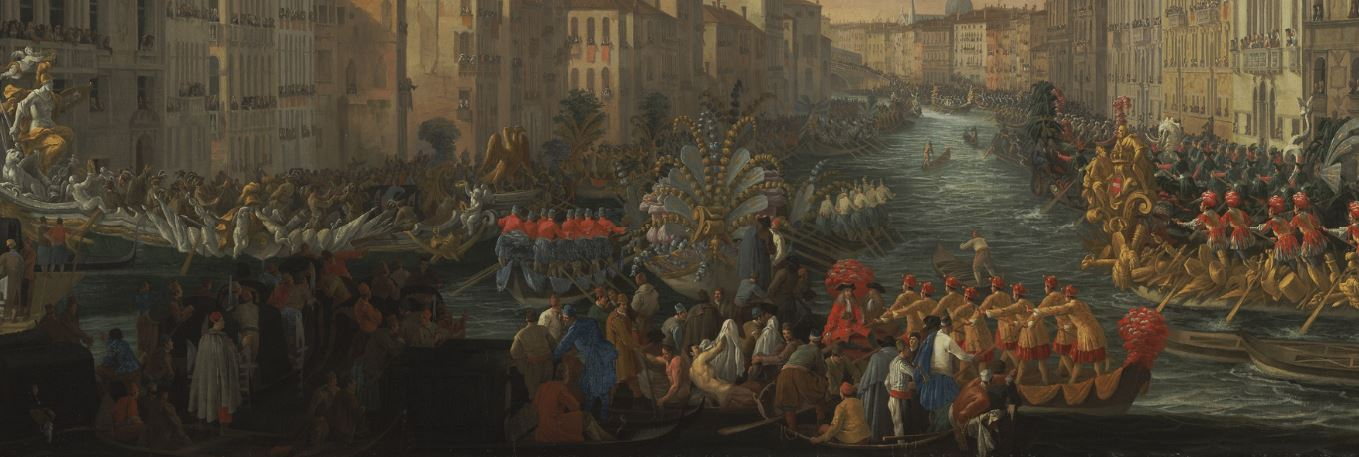
Regata no Grande Canal em honra de Frederico IV, rei da Dinamarca.

Após o fim da guerra, o comércio e a cultura começaram a florescer. O primeiro teatro público dinamarquês, Lille Grönnegade, foi criado e o célebre dramaturgo Ludvig Holberg deu início à sua carreira. Durante o governo de Frederico Copenhague foi atingida por dois desastres: a peste bubônica de 1711, e o grande incêndio de outubro de 1728, que destruiu a maior parte da capital medieval.
Frederico nutria um interesse especial pela arquitetura italiana tendo por duas vezes visitado a Península Itálica. Mais tarde, ele teve a chance de ter construído em seu reino dois palácios de verão ao estilo barroco italiano: Frederiksberg e Fredensborg.
O rei Frederico também ocupa um lugar memorável na história social da cidade de Veneza por uma visita por ele feita durante o inverno de 1708-1709 com uma comitiva de oitenta pessoas. Nesta temporada o inverno foi particularmente tão frio, que a lagoa de Veneza congelou, possibilitando aos venezianos que caminhassem da cidade para o continente com facilidade. Os venezianos brincavam dizendo que o rei teria trazido o rígido inverno consigo. Durante esta visita, Frederico foi retratado por muitos artistas incluindo Rosalba Carriera grande retratista da época. O rei era convidado de várias óperas e comédias na corte de Veneza, muitas da qual participou incógnito sob o pseudônimo de Conde de Oldemburgo. Nesta mesma viagem Frederico visitou a corte dos Médicis na Toscana, onde se encontrou com Violante da Baviera, viúva do Grão-Príncipe Fernando, a personalidade irreverente do rei tomou vez quando se recusará a deixar os aposentos da jovem viúva quando a mesma iria trocar-se de roupa.

### Morte
Durante seus últimos anos, ele sofreu com a sua saúde fraca e com mágoas particulares que o inclinaram para o pietismo. Essa forma de fé prevaleceria durante o reinado de seu filho. Em sua morte, em 1730, Frederico IV foi enterrado na Catedral de Roskilde.